# Ismael Saz

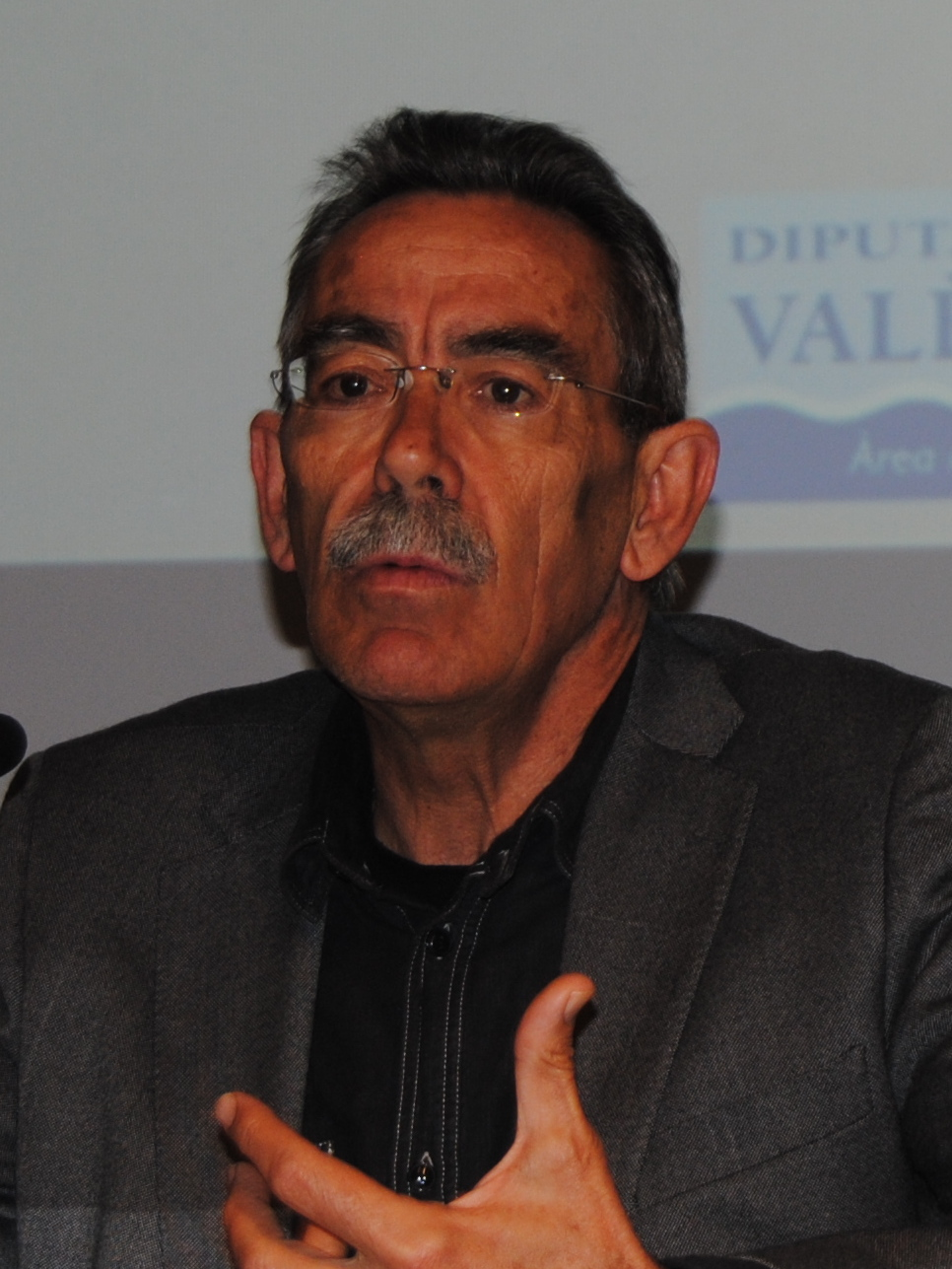
Fotografiado en una conferencia en 2016

Ismael Saz Campos (1952) es un historiador español, catedrático de historia contemporánea de la Universidad de Valencia, especializado en el falangismo y la dictadura franquista. Ha conceptualizado al franquismo como una «dictadura fascistizada».
Es autor de títulos como Mussolini contra la II República: hostilidad, conspiraciones, intervención (1931-1936) (1986); España contra España: los nacionalismos franquistas (Marcial Pons, 2003), un estudio en el que analiza el conflicto entre el nacionalismo falangista y el nacionalcatolicismo durante el régimen franquista; Fascismo y franquismo (Universitat de València, 2004) y Las caras del franquismo (Comares, 2013).